# Asher Book
Asher Book, född 18 september 1988 i Arlington County, Virginia, är en amerikansk dansare, sångare och skådespelare.
Asher Book studerade vid den berömda skolan Professional Performing Arts School i New York innan han flyttade till Los Angeles.
2009 var det premiär för filmmusikalen Fame i vilken Asher medverkade. I filmen sjunger han flera låtar.